# Аксёнов, Борис Филиппович
Борис Филиппович Аксёнов (1919 — 22 января 1942) — советский пловец, трёхкратный чемпион СССР.

## Биография
Борис Филиппович Аксёнов родился в 1919 году. С 1934 года занимался плаванием в г. Горький. Воспитанник тренера Александра Васильевича Рябова (1908—1975) — чемпиона Поволжья по плаванию и водному поло, будущего учёного, доктора химических наук, профессора, проректора Горьковского университета.
Чемпион СССР на дистанции 100 м на спине (1937, 1938, 1939). В июле 1940 года установил новый рекорд СССР. Разработал собственную технику старта, вошедшую в учебники.
С 1936 года учился на рабфаке индустриального института. В 1940 году поступил в Московский автомеханический институт и одновременно работал инструктором по плаванию.
В годы Великой Отечественной войны — младший сержант, командир отделения бригады особого назначения (ОМСБОН). 7 ноября 1941 года в составе сводного полка бригады участвовал в военном параде на Красной площади.
Погиб (или смертельно ранен) 22 января 1942 года в бою за деревню Кишеевка Думиничского района Калужской области. Похоронен в братской могиле села Которь.
Жена — Анна Ивановна, сын — Олег (04.12.1941), офицер Советской Армии.